# Sulfato de cobalto(II)
Sulfato de cobalto(II) é um composto inorganico de fórmula química CoSO4.  Os sulfatos de cobalto mais comuns são os hidratados                     CoSO4.7H2O e CoSO4.H2O. Os sulfatos de cobalto (II) nas suas formas hidratadas são as formas mais comuns de comercialização de sais de cobalto.

## Propriedades
Sulfato de cobalto (II) ocorre na forma de cristais  monoclínicos que se liquefazem em cerca de 100 °C e se torna anidro em                          250 °C. É solúvel em água, pouco solúvel em etanol e especialmente solúvel em metanol . Esse sal formado pela reação do  cobalto metálico, óxido, hidróxido, ou carbonato com ácido sulfúrico. Cobalto é obtido de minérios via sulfato em alguns casos. 

## Utilidade
Sulfato de cobalto (II) é utilizado na preparação de pigmentos, bem como na manufatura de outros sais de cobalto. O pigmento de cobalto é utilizado em vidro e porcelana.

## Perigo à saúde
Cobalto é essencial para a maioria das formas vida, mas mais do que alguns miligramas por dias pode ser perigoso.  Raramente são registrados envenenamentos por compostos de cobalto. No entanto, inalação continua de seus sais têm demonstrado ser carcinogênicos.